# Green (musikalbum)
Green är ett musikalbum av R.E.M., utgivet  1988. Albumet var gruppens första på det stora skivbolaget Warner Bros. och var början till deras stora genombrott, som kom 1991 med skivan Out of Time.
Låten "Stand" blev en hit och nådde en sjätteplats på Billboard Hot 100, deras näst bästa singelplacering i USA hittills, efter "Losing My Religion" som nådde en fjärdeplats 1991. Även "Pop Song 89" och "Orange Crush" släpptes som singlar.

## Låtlista
Samtliga låtar skrivna av Bill Berry, Peter Buck, Mike Mills och Michael Stipe.
1. "Pop Song 89" - 3:03
2. "Get Up" - 2:35
3. "You Are the Everything" - 3:45
4. "Stand" - 3:10
5. "World Leader Pretend" - 4:15
6. "The Wrong Child" - 3:35
7. "Orange Crush" - 3:50
8. "Turn You Inside-Out" - 4:15
9. "Hairshirt" - 3:55
10. "I Remember California" - 5:05
11. Obetitlad - 3:15

Fotnot: Sista spåret, det elfte, är ett så kallat "gömt spår" och saknar titel, men kallas ibland "Untitled" eller "11th Untitled".